# Gifttyden
Gifttyden er en dansk dokumentarfilm fra 1977 instrueret af Claus Bering.